# Эйдеман, Роберт Петрович
Ро́берт Петро́вич Эйдема́н (латыш. Roberts Eidemanis; 27 апреля (9 мая) 1895, местечко Леясциемс, Валкский уезд, Лифляндская губерния — 12 июня 1937, Москва) — советский военный деятель, комкор (20.11.1935).

## Биография
Родился 27 апреля 1895 года в Леясциемсе (ныне Гулбенский край в Латвии). Сын учителя-латыша Петериса Эйдемана (1861–1907) и Каролины Эйдеман (урожд. Лутц), эстонки. Окончил Валкское реальное училище в 1914 году. Учился в Петроградском лесном институте (не окончил). Образование получил в Киевском военном училище, окончил его в 1916 году. Служил в 16-м запасном полку. Участник Первой мировой войны, прапорщик.
В 1917 году — левый эсер. В апреле 1917 года избран заместителем председателя, а затем и председателем Канского совета солдатских депутатов, в октябре 1917 года — заместитель председателя Центросибири. В декабре 1917 года командовал отрядом в 400 красногвардейцев, участвовавшим в подавлении восстания юнкеров в Иркутске. Избран депутатом Всероссийского учредительного собрания от Енисейской губернии по эсеровскому списку.
В 1918 году вступил в РСДРП(б) и Красную армию. С мая 1918 года член Западно-Сибирского штаба по подавлению восстания Чехословацкого корпуса и командующий отрядами Омского направления. С июля 1918 года — начальник 2-й Уральской дивизии. С января 1919 года — начальник 16-й стрелковой дивизии на Южном фронте после гибели в бою её прежнего командира В. И. Киквидзе. С октября 1919 года — начальник 41-й стрелковой дивизии Южного фронта, а вскоре одновременно назначен командующим группой войск 14-й армии. Участвовал в отражении Московского наступления А. И. Деникина. С 2 апреля 1920 года — командующий 14-й армией. В июне-июле 1920 года — командующий 13-й армией в районе Каховки и командующий Правобережной группой войск, сыграл большую роль в срыве наступления армии генерала П. Н. Врангеля из Крыма. С сентября 1920 года начальник тыла Южного фронта и одновременно с октября 1920 года командовал войсками внутренней службы Южного и Юго-Западного фронтов.
Руководил карательными экспедициями и подавлением выступлений в тылу Красной армии. С января 1921 года командующий войсками внутренней службы Украины. Организатор борьбы с бандитизмом на Украине, практиковал взятие заложников, расстрелы «сочувствующих».
С марта 1921 года командующий войсками Харьковского военного округа, с июня — помощник командующего Вооружёнными силами Украины и Крыма. С мая 1924 года командующий войсками Сибирского военного округа. В феврале 1925 — апреле 1932 годах — начальник и комиссар Военной академии РККА имени М. В. Фрунзе. Одновременно в 1927—1936 годах — ответственный редактор журнала «Война и революция». В 1932—1934 годах член Реввоенсовета Республики. Прошел обучение в военно-учебных заведениях рейхсвера в Германии в конце 1920-х годов.

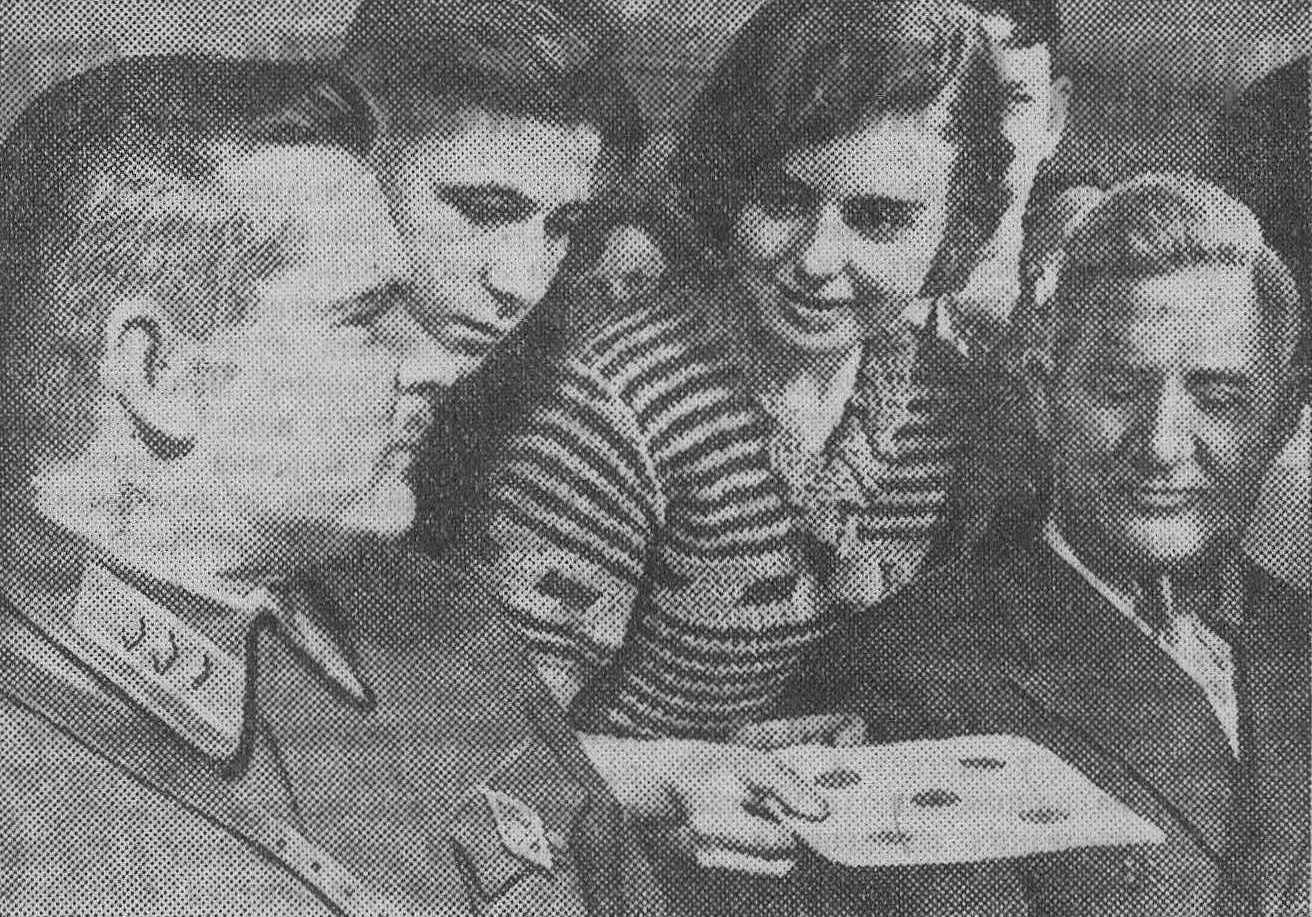
Председатель ЦС Осоавиахима Р. П. Эйдеман и военный атташе США в СССР Ф. Р. Феймонвилл

С 1932 года — председатель Центрального совета Осоавиахима. За время руководства Эйдемана Осоавиахим превратился в развитую и эффективную организацию, охватывающую территорию всей страны и успешно решающую практические задачи обороны СССР.
5 августа 1934 года отряд курсантов под командованием начальника артиллерийского дивизиона Осоавиахима А. С. Нахаева захватил казармы 2-го стрелкового полка Московской Пролетарской стрелковой дивизии в центре Москвы. Нахаев призвал своих подчинённых вооружиться и свергать правительство, но его приказ не был исполнен, а самого Нахаева успели арестовать до того, как он принял заготовленный яд. Каганович сообщил об этом Сталину, находившемуся на отдыхе, с замечанием: «Ясно одно, что Осоавиахим прошляпил…». В ответном письме Сталин согласился, что в Осоавиахиме не всё благополучно. 12 августа 1935 года Каганович сообщил о проверке состояния казарм Осоавиахима, проведенной Н. В. Куйбышевым, в ходе которой было обнаружено много беспорядков, что лишь усиливало нарекания в адрес Р. П. Эйдемана. 22 августа 1934 года Политбюро ЦК приняло постановление «О работе Осоавиахима», наложив взыскания на руководителей.
Перед арестом жил по адресу: Москва, улица 1-я Тверская-Ямская, дом 9.

## Семья
В семье Петериса и Каролины Эйдеман было восемь детей. После 1917 года семья разделилась — три брата и сестра осталась в Латвии: 
- Херманис Эйдеман (1885–1935), педагог. В 1921 году основал среднюю школу в Салацгриве и был ее директором.
- Вернер Рейнхольд Эйдеман (1888–1941, Леясциемс), педагог, органист.
- Анита, в замуж. Ланг (1893–1950, Тарту)
- Харальд Эйдеман (1903–1938, Даугавпилс), капитан Латвийской армии, старший офицер бронепоезда № 1.

Трое братьев Эйдеман — Роберт, Феликс, Адольф — стали жить в Советской России.
- Феликс Петрович Эйдеман (1897–1937). В 1918 году служил вместе с Г.А.Усиевичем в Омске. Был в отряде латышских стрелков при ВЦИКе. Жил в Ленинграде. Репрессирован. На доме в Санкт-Петербурге по адресу Подольская улица, д. 34 установлена табличка проекта «Последний адрес»[5]. Его внуки Сергей Эдгарович и Елена Эдгаровна Эйдеман живут в Новосибирске.
- Адольф Петрович Эйдеман (1899–1937), инженер. Репрессирован[6].  Его внук — Евгений Владимирович Эйдеманс (род. 1948) живет в Австралии[7][8].

Их мать, Каролина Эйдеман (род. в 1860) в июне 1937 года выслана сначала Оренбург, затем в Бугуруслан.
Жена — Ольга Алексеевна Эйдеман (урожд. Крылова; 1896–1985, Рига). После ареста мужа как ЧСИР отбывала наказание в Мордовии в Темниковском лагере.
- Сыновья Арнольд (1933–1939, умер в детском доме) и Гунар (1930–2021, США)  были отправлены в детдома Томска. После освобождения из лагеря Ольги Эйдеман и ее реабилитации в 26 января 1957 года Ольга и Гунар Эйдеманы жили в Тарту, а затем в Риге.

## Литературная деятельность
Много занимался литературным трудом, публикуя как пропагандистские и военно-исторические работы, так и художественные повести и рассказы, стихи (писал их на латышском языке, на русском они издавались в переводах). Был членом правления и председателем латышской секции Союза писателей СССР (Латвийской организации пролетарских писателей).

## Общественная деятельность
Делегат XIV, XVI и XVII съездов ВКП(б). Член Московского совета депутатов трудящихся.

## Репрессии
22 мая 1937 года арестован во время работы Московской партийной конференции. После применения к нему «мер физического воздействия» признался в участии в военно-фашистском заговоре, латышской подпольной организации и оговорил ещё 20 человек, в том числе 13 сотрудников Осоавиахима (все они были немедленно арестованы). 11 июня 1937 года Специальным судебным присутствием Верховного суда СССР приговорён к смертной казни. Расстрелян 12 июня 1937 года вместе с Тухачевским, Якиром, Уборевичем и другими военачальниками. В 1957 году реабилитирован.

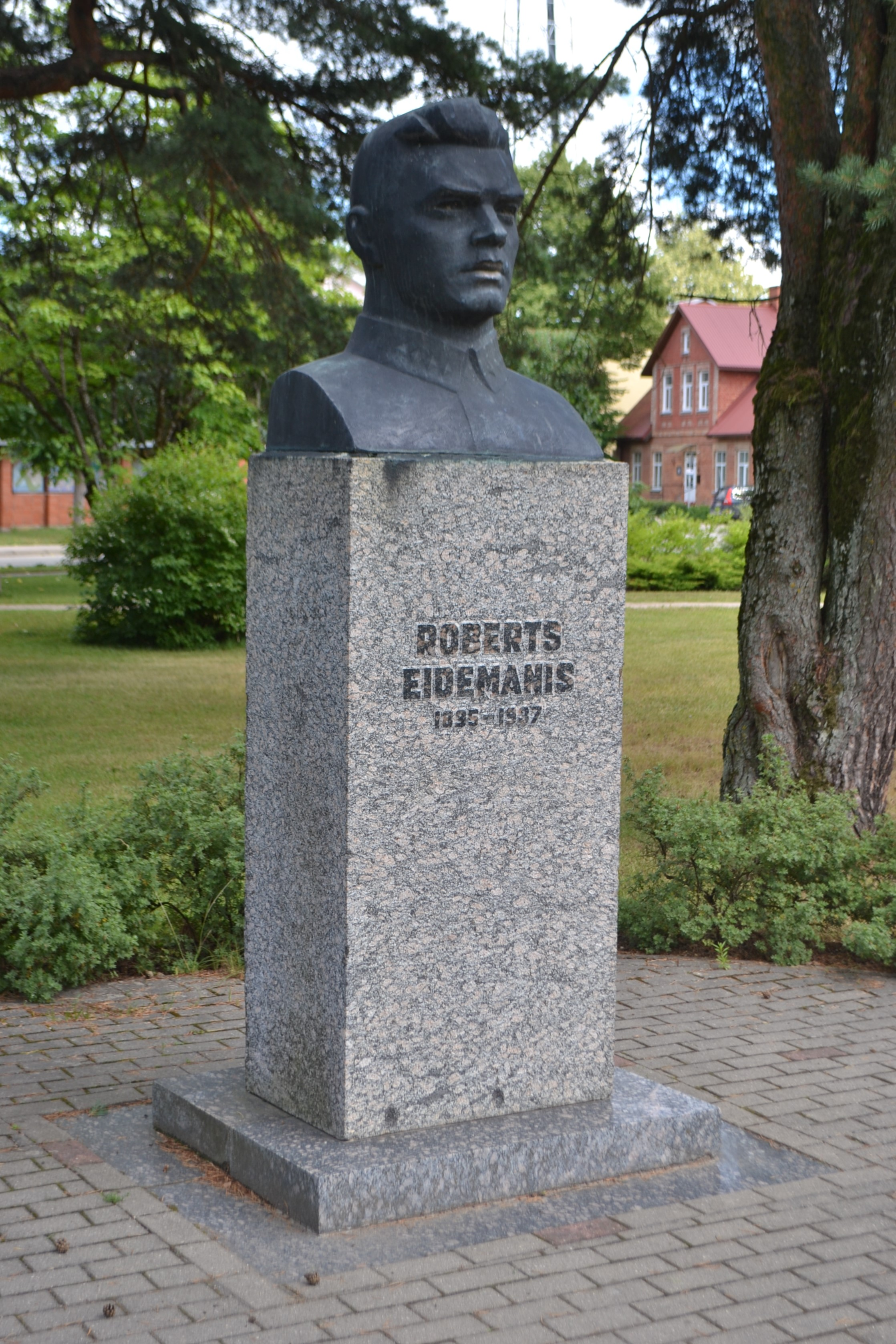
Памятник Эйдеману в Валке

## Память
- В городе Валке (Латвия) 29 октября 1967 года установлен бюст Эйдемана, скульптор Марта Ланге[12].
- Именем Р. П. Эйдемана названа одна из центральных улиц в городе Канск Красноярского края.
- Улица Эйдемана в городе Харькове была переименована в 2016 в улицу Руслана Плоходько.
- Нынешняя улица Ясмуйжас в Риге с 1983 по 1991 год носила имя Роберта Эйдемана.

## Сочинения
- Борьба с кулацким повстанчеством и бандитизмом. — Харьков, 1921.
- Очаги атаманщины и бандитизма. — Харьков, 1921.
- Милиционные начала в Красной армии. — Харьков: Госиздат УССР, 1924.
- Химия в войне будущего. — Харьков: Гос. изд-во Украины, 1924.
- Степной ветер. Пер. с латыш. П. Свириса. — Москва; Ленинград: Гос. изд-во, 1926. — 127 с.
- Армия в 1917 году. — М.-Л., Гос. изд., 1927. — 107 с. (Совместно с В. А. Меликовым).
- Во имя долга [Рассказы]. — Москва; Ленинград: Гос. изд-во, 1927. — 118 с.
- Гражданская война на Украине. — Харьков, 1928. (Совместно с Н. Е. Какуриным).
- Осажденные. — Москва: Новая Москва, 1926. — 78 с.
- Восстание камней. 3-е изд. — М.: ГИЗ, 1929. — 252 с.
- На заре: Рассказы. — Москва; Ленинград: Огиз — Гос. изд-во худ. лит-ры, 1931. — 136 с.
- С поднятой головой: Избранное. — Москва: Воениздат, 1961. — 231 с.
- Слова и годы: Избранное [Стихи и проза]. — Рига: Латгосиздат, 1959. — 676 с.
- Дуэль: Избранная проза. — Рига: Лиесма, 1985. — 138 с.
- Многочисленные брошюры и статьи

## Награды
- 2 ордена Красного Знамени (13.03.1920, 15.11.1922)[13]
- орден Красной Звезды (15.01.1934)